# 猿猴川
猿猴川（えんこうがわ）は、太田川水系の分流で広島県広島市南区を流れる河川。太田川が形成する広島デルタの6河川のうち最も東側を流れる。

## 名称の由来
「伝説上の動物・猿猴が棲む」というのが名称の由来。毎年、初秋に河童祭りが開かれている。

## 地理
広島市南区松原町の広島駅付近、通称「台屋の出鼻」で京橋川から分かれたあと、広島市南区大州で府中大川を合わせ、東向きから南へ円を描くように回り込み瀬野川、矢野川が注ぐ海田湾と広島湾の境界付近に注ぐ。流域の西側は段原、東雲、仁保など古くからの住宅地。東側は青崎、向洋といった住宅地があるのに加えてマツダ本社工場とその関連の町工場の工業地帯となっている。その影響からか、広島デルタ6河川の中では汚染度が高い。汽水域は全域。

## 橋梁
上流より記載。
| 施設名               | 種類 | 路線名                                            | 備考                                                                        | 備考 | 備考 | 備考 | 備考 |  |
| 施設名               | 種類 | 路線名                                            |                                                                             | 1    | 2    | 3    | 4    |  |
| -------------------- | ---- | ------------------------------------------------- | --------------------------------------------------------------------------- | ---- | ---- | ---- | ---- |  |
| 駅西高架橋           | 鋼橋 | 広島市道松原京橋線                                | 起点は広島駅北側                                                            |      |      |      | ○    |  |
| 駅前大橋             | 鋼橋 | 広島市道駅前吉島線 （駅前通り）                   | 旧「駅前橋」。旧駅前橋は1943年（昭和18年）9月19日からの集中豪雨により流失。 | ○    |      |      | ○    |  |
| 猿猴橋               | RC橋 | 広島市道南1区12号線                               | 市内最古。 旧西国街道。被爆橋梁。                                           | ○    |      |      |      |  |
| 荒神橋               | RC橋 | 広島県道37号広島三次線 および広島電鉄本線との併用 | 旧「荒神鉄橋」。被爆橋梁。                                                  | ○    |      |      |      |  |
| 大正橋               | 鋼橋 | 広島市道比治山蟹屋線                              |                                                                             | ○    |      |      | ○    |  |
| 平和橋               | PC橋 | 広島市道段原蟹屋線                                | 旧国鉄宇品線「大洲口鉄橋」。 元歩道橋。                                     | ○    |      |      | ○    |  |
| 東大橋               | 鋼橋 | 広島市道南1区79号線                               | 2011年現在架け替え工事中。 但し歩道橋は通行可能                             | ○    |      | ☓    | ○    |  |
| 猿猴川大橋           | 鋼橋 | 広島高速2号線（府中仁保道路）                     |                                                                             |      |      |      | ○    |  |
| 仁保橋               | 鋼橋 | 広島県道187号浜田仁保線                           |                                                                             |      |      |      | ○    |  |
| 黄金橋               | 鋼橋 | 国道2号（新広島バイパス）                         |                                                                             |      |      |      | ○    |  |
| 東洋大橋             | 鋼橋 | -                                                 | マツダ工場連絡用の専用橋                                                    |      |      |      | ○    |  |
| 仁保JCT高架 海田大橋 | 鋼橋 |                                                   |                                                                             |      |      |      | ○    |  |

- 備考欄について
  - 1：戦前からある橋に○
  - 2：1945年8月6日広島市への原子爆弾投下により落橋したものに☓
  - 3：1945年9月枕崎台風あるいは同年10月阿久根台風により落橋あるいは不通となったものに☓
  - 4：戦後に架橋あるいは再架橋したものに○